# Benedetto Richeldi
Benedetto Richeldi (Serramazzoni, 5 febbraio 1912 – Modena, 18 febbraio 1997) è stato un presbitero italiano, antifascista, partigiano. È Giusto tra le Nazioni per il suo impegno a favore degli ebrei dalle persecuzioni nazifasciste.

## Biografia
Don Benedetto Richeldi nacque a Rocca Santa Maria, frazione del comune di Serramazzoni nell'Appennino della provincia di Modena, il 5 febbraio 1912 da Dovindo e Odilia Pellati, che coltivavano alcuni terreni di proprietà della chiesa del luogo.
Poco dopo la sua ordinazione sacerdotale, che avvenne il 16 marzo 1935, fu inviato a Finale Emilia, prendendo servizio come insegnante, nel mese di ottobre, presso il locale Seminario minore diocesano, dove a partire dal 1937 ricoprì anche l'incarico di economo. Nel luglio 1940, nonostante l'esercito avesse requisito il seminario con l'entrata in guerra dell'Italia, vi rimase per gestirvi l'oratorio, frequentato da 200-300 ragazzi.
Nella sua permanenza a Finale entrò in contatto con numerose famiglie cattoliche e con le poche famiglie di religione ebraica superstiti di una florida comunità ebraica insediatasi al Finale sin dal 1541.
Nel dicembre 1942, quando nel seminario si insediarono i Padri Bianchi, don Richeldi fu trasferito a Massa Finalese, una frazione distante dieci chilometri dal capoluogo, per aiutare l'anziano arciprete don Cleto Bellei.
Nel corso del 1942, mentre viveva al Finale, don Benedetto conobbe sei profughi ebrei ivi mandati al confino: erano Fryderike Hubschmann (detta Frida), medico dentista nata a Stanislavow in Polonia, il rabbino Maurizio Levy con sua madre Sarina Finzi e sua moglie Hanna Salpeter, provenienti da Zagabria ed Erich Memelsdorff con sua moglie Betty Prager, originari di Berlino. Nel 1943, sebbene fosse già stato trasferito a Massa Finalese, entrò in contatto con altri quattro profughi ebrei inviati in quell'anno al Finale da altre località di internamento: Marcel Trostler con sua moglie Ella Kaszab e Alexander Meyerhofer con sua moglie Aranka Nemenyi provenienti da Zagabria.
Il 9 settembre 1943 la Wehrmacht arrestò tutti i maschi ebrei internati insieme a sei antifascisti per utilizzarli come deterrente di possibili atti di sabotaggio del ponte sul Panaro. Hanna Salpeter si rivolse a don Benedetto per ottenerne la liberazione. Grazie all'intervento del sacerdote e ad una manifestazione dei Finalesi intorno alle carceri del Castello delle Rocche, dove erano rinchiusi, furono liberati dopo un giorno o due.
Don Benedetto decise di nasconderli presso delle famiglie di Finale. I carabinieri, che erano informati dei nascondigli degli ebrei, collaborarono totalmente.
Don Richeldi costituì anche un piccolo gruppo clandestino per nascondere e salvare i militari alleati evasi dai campi di prigionia modenesi e i renitenti alla leva nell'esercito repubblichino.
Frida Hubschmann fu poi accompagnata dal sacerdote a Palagano nell'Appennino modenese dove fu affidata alle suore francescane del convento dell'Immacolata. Visse le vicende della Repubblica partigiana di Montefiorino e sopravvisse fino alla Liberazione. I tedeschi non sospettarono mai che fosse straniera e ebrea.
Gli altri nove ebrei furono nascosti dopo il 20 settembre 1943 presso l'Istituto San Carlo di Montombraro nel comune di Zocca, in quel tempo vuoto di studenti, dove ebbero una apposita stanza per poter pregare, poi in varie canoniche della zona dove don Richeldi li rifornì di generi alimentari.
Don Benedetto aiutò anche i partigiani provvedendo a rifornirli di armi sottratte alle forze germaniche e italiane dai suoi collaboratori.
Nel dicembre del 1943 i repubblichini avviarono delle perquisizioni in cerca degli ebrei nell'Appennino e don Benedetto li trasferì di nuovo a Finale nelle stesse famiglie che li avevano ospitati in attesa della fuga in Svizzera.
Don Richeldi procurò loro documenti falsi e organizzò il loro trasferimento in treno a Como e di qui in Svizzera con l'aiuto di Fausto Testi e delle staffette Flavio Borsari e Roberto Ferraresi.
Successivamente salvò un medico ebreo ferrarese, Roberto Leone Finzi, nascondendolo presso il convento di Frati di Mirandola ed il conte di origine ebraica Renzo Carrobio di Carrobio, figlio dell'Ambasciatore Vittorio Sacerdoti di Carrobio, che era entrato nelle file della Resistenza, avvisandolo dell'imminente arresto a Massa Finalese.
Nel 1944 fu trasferito temporaneamente a San Biagio in Padule come economo spirituale dove continuò il suo lavoro per salvare persone ingiustamente braccate. Ritornato a Massa Finalese e denunciato, dovette fuggire a Palagano dove rimase sotto il martellare dei cannoni della vicina linea gotica, sfuggendo ai rastrellamenti tedeschi e collaborando con i partigiani. Nascose numerose persone di Palagano in un nascondiglio nella chiesa durante i rastrellamenti.
Terminata la guerra alcuni ebrei salvati tornarono a Finale Emilia per ringraziare don Richeldi e chi li aveva nascosti.
Il 3 maggio 1973 la Commissione dei Giusti presso l'Istituto Commemorativo dei Martiri e degli Eroi Yad Vashem, grazie alle testimonianze del dottor Levy e di Frida Hubschmann, assegnò al sacerdote la medaglia di Giusto tra le Nazioni che ritirò con il diploma il 29 ottobre 1974 presso l'Ambasciata d'Israele a Roma.
La storica Maria Pia Balboni (1938-2022) ha scritto su di lui il libro Bisognava farlo nel 2012.